# サラバンド (映画)
『サラバンド』（Saraband）は、2003年に制作されたスウェーデンのテレビ映画である。監督はイングマール・ベルイマンで、同監督による映画『ある結婚の風景』（1974年）のメインキャストたちが同じ名前の役で出演している（しかし、サラバンドは『ある結婚の風景』の続編ではないとされている）。2005年にアメリカ合衆国とイギリスで、2006年に日本でそれぞれ劇場公開された。ベルイマンが映画の監督をしたのは、1982年の『ファニーとアレクサンデル』以来20年ぶりのことである。

## ストーリー
この映画はプロローグとエピローグを含む10幕構成となっている。
物語は、写真で覆われたテーブルの脇に立つ弁護士のマリアンをカメラが捉える場面から始まる。明るい部屋で、彼女は観客に語りかける。彼女は一枚一枚写真を手に取る。写真は特に整理されておらず、テーブルの上に山積みになっている。写真の中には、彼女を微笑ませたり、コメントやため息を誘ったりするものもある。しかし、その後、彼女は元夫ヨハンの写真を手に取り、二人が幸せだった頃、そして別れた頃を思い出し、ヨハンの再婚が破綻した経緯を話す。マリアン自身も二番目の夫と再婚したのだが、二番目の夫がグライダーでどこかへ飛んでいったまま行方不明になったあと、マリアンは30年以上前に別れて連絡が途絶えていた最初の夫ヨハンにもう一度会いたいと思うようになる。
マリアンはヨハンが隠棲している田舎へ行き、娘マッタとサラの父親である元夫ヨハンを訪れる。ヨハンとそりの合わないが破産し困窮している息子のヘンリックとヘンリックの娘カーリンも、数か月前から近くのコテージに滞在していた。ヘンリックは二年前に妻アンナを癌でなくして以来19歳のカーリンを妻の代わりに愛情で縛り付けてしまい、彼女をチェロのソリストとして育てようとする一方、カーリンは父ヘンリックの押し付けがましい愛情に反発しつつも音楽家として自立することと父を置き去りにしていくことへの不安で葛藤していた。
ヘンリックはヨーロッパ音楽院のオーディションで良い印象を与えようと、カーリンに古いファニョーラのチェロを買ってあげたいとヨハンに遺産の前払いを頼む。年老いたヨハンはその申し出を検討し、自らチェロ販売業者に連絡する。ヘンリックがウプサラで指揮するオーケストラの仕事で留守の間、ヨハンはカーリンと個人的に会い、サンクトペテルブルク管弦楽団の首席指揮者でヨハンの旧友であるイヴァン・チャブロフから、カーリンがヘルシンキの名門シベリウス音楽院に入学しないかという申し出があったことをカーリンに伝える。
この申し出を検討している間、カーリンは亡き母アンナが死の1週間前にヘンリックに書き残した古い手紙も見つける。手紙の中で、アンナはヘンリックに、チェロの教師としてカーリンにかけられている押し付けがましい支配を和らげてほしいと頼んでいる。ウプサラでのコンサートマスターの職を解かれたヘンリックは、帰宅後にカーリンと再会し、バッハの無伴奏チェロ組曲を一緒に演奏するようカーリンにお願いする。彼女はついに、自分に対する支配について父ヘンリックに立ち向かい、ハンブルクでクラウディオ・アバドのもとで友人エマに師事する機会を得る決心をしたことをヘンリックに伝える。ヘンリックの最後のリクエストは、カーリンがすでに知っているバッハの無伴奏チェロ組曲第5番のサラバンドを演奏することだった。
カーリンがハンブルクに向けて出発した後、マリアンはヨハンと2人だけで話すのだが、その後、ヨハンはヘンリックが薬物で自殺を図り手首と喉を切って病院に搬送されたという電話を受ける。夜中に死への不安で苦しんでいるヨハンはマリアンを探し出し、彼女と一緒に服を脱いで、ベッドに一緒に入る。
マリアンはベッドでのカップルの白黒写真を手に持ち、この出来事の後に何が起こったかを説明する。彼女は、ヨハンと連絡を取り続けていたが、ある日連絡が取れなくなったと。彼女は亡くなったアンナを再び思い、療養所にいる彼女とヨハンとの実子で精神病の娘マッタを訪ね、娘との出会いについて、そしてこの時まで実際に彼女に触れることができなかったこと説明して終わる。

## キャスト
- マリアン – 弁護士：リヴ・ウルマン
- ヨハン – マリアンの最初の夫：エルランド・ヨセフソン
- ヘンリック – ヨハンの息子：ボリエ・アールステット（英語版）
- カーリン – ヘンリックの娘：ユーリア・ダラヴェニウス（英語版）
- マッタ – マリアンとヨハンの病んでる娘：グンネル・フレッド

## スタッフ
- 監督・脚本: イングマール・ベルイマン
- 製作: ピア・エーンヴァル
- 撮影: レイモンド・ウェンメンロヴ
- 美術: ヨーラン・ワスベリイ
- 編集: シルヴィア・インゲマルソン